# Productora General Belgrano
Productora General Belgrano fue una empresa cinematográfica argentina fundada por los hermanos Enrique, Nicolás y Luis Carreras en junio de 1949 que prolongó su actividad hasta fines de la década de 1970. Se caracterizó por buscar realizaciones de bajo presupuesto, filmación rápida y posibilidad de éxito comercial.

## Fundación de la productora
Mientras trabajaba en el departamento de publicidad de Estudios San Miguel, Enrique Carreras había emprendido con el actor y director Armando Bo la distribuidora Sociedad Independiente Filmadora Argentina con la finalidad de estrenar Pelota de trapo, una película independiente de este último. Carreras concibió entonces la idea de fundar su propia productora de cine, para lo cual buscó el apoyo de sus hermanos Nicolás, que era director de producción del mismo estudio y administrador del balneario La Salada, y Luis, que tenía como actividad la venta de máquinas de escribir. Los Lococo, importantes empresarios de la exhibición cinematográfica en el país también los apoyó y llegaron a establecer, además de una sólida amistad, una virtual alianza.
Arrancó en junio de 1949 y entre los colaboradores de la primera hora se contaron Darío Osorio, que había estado en el área de ventas de Estudios San Miguel, de Electra Real, en el área publicitaria y de Juan Franco y Eduardo Rodríguez en contaduría y ventas.
La sociedad de directores de cine había establecido que todo debutante debía firmar su trabajo con un director profesional, y Carreras contó para ello con Juan Sires que con el tiempo se convirtió en uno de sus habituales colaboradores. Entre los técnicos que pasaron por la productora se contaron Roque Funes, Américo Hoss, Antonio Merayo, Aníbal González Paz, Humberto Barreiros, en fotografía; Oscar Lagomarsino y Gori Muñoz en la escenografía; Jorge Prats, Alberto Curchi, Enrique Scarsi y Pedro Marzialetti de camarógrafos, José Gallego, José Cardella y Claudio Bernal en el montaje, Mario Fezia, Alejandro Saracino,  Carlos Marín y Alfredo López en sonido y los maestros Víctor Slister y Vlady en la música.
El criterio de producción era el de utilizar un bajo presupuesto, hacer un rodaje acelerado y obtener ganancias rápidas en boletería. Usaban temas, motivos, actores, textos, ideas de probado éxito, fundamentalmente comercial, para seguir explotándolos. Más que generar nuevos textos o ideas, preferían recuperar material literario y así se usaron, entre otros, los de Julio Cortázar, Ivo Pelay, Miguel Mihura, Raúl Gurruchaga, Alejandro Casona, Abel Santa Cruz, Carlos Llopis, Brandon Thomas.
En muchos casos se trataba de la reelaboración de libretos teatrales, adaptados entre otros por Miguel de Calasanz, Ricardo Lorenzo (Borocotó) e incluso del crítico Domingo Di Núbila.
Los filmes reflejaron una apropiación del gusto por lo masivo y la masividad, más que una reconstrucción de un linaje popular. Respondiendo a los críticos de este estilo, Carreras argumentó que su productora lograba la identidad argentina para un cine netamente argentino, si bien hasta mediados de la década de 1950 hizo frecuente apropiación de títulos parodiados de éxitos estadounidenses o españoles. Por otra parte, como se ve en la zaga Alfredo Barbieri – Amelita Vargas, hizo intensa utilización de ritmos no argentinos, como la rumba y otros ritmos como el folklore español y el bolero.